# William Bergsma
William Laurence Bergsma (* 1. April 1921 in Oakland, Kalifornien; † 18. März 1994 in Seattle, Washington) war ein US-amerikanischer Komponist.

## Leben und Wirken
Bergsma studierte von 1938 bis 1940 an der Stanford University und bis 1944 an der Eastman School of Music, hier auch bei Howard Hanson und Bernard Rogers. Seit 1946 wirkte er an der Juilliard School of Music in New York City als Kompositionslehrer und von 1963 bis 1971 als Direktor der School of Music der Universität Seattle/Washington. Hier gründete er die Contemporary Group, die sich der Aufführung zeitgenössischer Musik und ihrer Einbeziehung in das Musikstudium widmete. Seit 1967 war er Mitglied der American Academy of Arts and Letters.
Bergsma komponierte zwei Opern  und zwei Ballette, zwei Suiten, ein Violinkonzert, ein Bläserquintett, Klavierstücke, Chormusik, Lieder und Filmmusik.

## Werke (Auswahl)
- Paul Bunyan, Ballett und Ballettsuite, 1938
- Gold and the Senor Commandante, Ballett, 1941
- 1. Sinfonie, 1949
- A Carol on Twelfth Night für Orchester, 1954
- The Wife of Martin Guerre, Oper, 1956
- Concerto für Bläserquintett, 1958
- Chameleon Variations für Orchester, 1960
- In Celebration: Toccata for the Sixth Day, 1962
- Violinkonzert, 1966
- The Murder of Comrade Sharik, Oper, 1973
- 2. Sinfonie, 1976